# Rhieng Mancang
Rhieng Mancang is een bestuurslaag in het regentschap Pidie Jaya van de provincie Atjeh, Indonesië. Rhieng Mancang telt 329 inwoners (volkstelling 2010).